# Vy-lès-Filain
Vy-lès-Filain é uma comuna francesa na região administrativa de Borgonha-Franco-Condado, no departamento de Alto Sona. Estende-se por uma área de 5,31 km². Em 2010 a comuna tinha 130 habitantes (densidade: 24,5 hab./km²).